# Zlateče, Vojnik
Zlateče so naselje v občini Vojnik. Kraj je razporejen po gričevnati planoti, ki se dviguje ob reki Hudinji proti vrhu Gradišče (vrh se tako imenuje po gradu, katerega ostanki so še vedno vidni) tik pod katerim je najvišja točka kraja. Kraj je dostopen z regionalne ceste Vojnik-Vitanje (R3-693/2302) preko dveh mostov. Cesta čez prvi most povezuje spodnje Zlateče in se nadaljuje v Homec, večina kraja pa je dostopnega ob cesti čez drugi most, ki je dolga 1,5 km in omogoča tudi zanimiv krajši rekreativni kolesarski vzpon. Manjši mostovi povezujejo predvsem posamezne domačije. Zlateče na jugu mejijo na Polže, na vzhodu in severu na Socko in na zahodu na Homec.
Kraj večinoma sestavljajo manjše kmetije in posestva z manjšimi njivami, vrtovi, sadovnjaki in vinogradi, v zadnjem času pa postaja priljubljeno letovišče za manjše vikende in privatna posestva. Zaradi opuščanja kmetovanja in idilične, samotne lege se posestva vedno bolj drobijo. 
Prebivalstvo v kraju tako zaradi priseljevanja in rodnosti raste, odseljevanja pa je relativno malo. 
O izvoru imena kraja sta znani dve teoriji, prva pravi, da se kraj imenuje po veleposestnikih Zlatečanih, ki so imeli v preteklosti v lasti velik del kraja, druga pa pravi, da je kraj ime dobil zaradi zlato sijočega sončnega vzhoda, ki ob jutrih obsije hrib na katerem kraj leži. Nad skrajnim severnim robom kraja je vrh Gradišče (489 m), ki je priljubljena sprehajalna točka. Na vrhu je še vidna vdolbina v kateri je nekoč stal grad, katerega ostanki so bili pred desetletji še vidni.  
V kraju ni obrtnih ali industrijskih dejavnosti, razen manjših samostojnih podjetnikov in storitvenih dejavnosti.